# Eupithecia buxata
Eupithecia buxata är en fjärilsart som beskrevs av Rudolf Pinker 1958. Eupithecia buxata ingår i släktet Eupithecia och familjen mätare. Inga underarter finns listade i Catalogue of Life.